# Mudar Badran

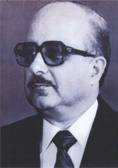
Mudar Badran

Mudar Badran (arabisch مضر بدران, DMG Muḍar Badrān; * 18. Januar 1934 in Jarash; † 22. April 2023) war dreimal Premierminister von Jordanien.

## Leben und Karriere
Seine erste Amtszeit dauerte vom 13. Juli 1976 bis zum 19. Dezember 1979, die zweite vom 28. August 1980 bis zum 10. Januar 1984 und die dritte vom 4. Dezember 1989 bis zum 19. Juni 1991.
1956 beendete er sein Studium an der Universität Damaskus mit Diplomen in Jura und Finanzökonomie. Er arbeitete als Kanzler des Militärgerichts der jordanischen Armee. 1965 wurde er Stellvertreter des Direktors des Geheimdienstes für Auslandsspionage und 1968 Direktor für allgemeine Aufklärung. Von 1973 bis 1974 war Badran Bildungsminister.
Außerdem war er Außenminister von 1976 bis 1979 und fast während der gesamten Zeit als Ministerpräsident zeitgleich Verteidigungsminister.
Badran war verheiratet und hatte vier Kinder. Sein Bruder Adnan Badran war 2005 Ministerpräsident.

## Auszeichnungen
- 1978: Großes Goldenes Ehrenzeichen am Bande für Verdienste um die Republik Österreich[2]
- Großkreuz des Verdienstordens der Italienischen Republik